# Piotrowice (województwo lubuskie)
Piotrowice (niem. Petersdorf) – wieś w Polsce położona w województwie lubuskim, w powiecie żarskim, w gminie Lipinki Łużyckie.
W latach 1975–1998 miejscowość położona była w województwie zielonogórskim.